# 1653 год в науке
В 1653 году произошли различные научные и технологические события, некоторые из которых представлены ниже.

## Публикации

Построение треугольника Паскаля

- Блез Паскаль написал две статьи, имевшие огромный резонанс в науке.
  - «Трактат об арифметическом треугольнике» (Traité du triangle arithmétique, издан в 1665 году), где описан знаменитый треугольник Паскаля, связанный с биномиальными коэффициентами и фигурными числами[1].
  - «Трактат о равновесии жидкостей», посвящённый «основному закону гидростатики»[2].
- Вышло второе издание трактата Кавальери «Геометрия, развитая новым способом при помощи неделимых непрерывного»[3][4].

## Родились
См. также: Категория:Родившиеся в 1653 году
- 16  января — Иоганн Конрад Бруннер (умер в 1727 году), швейцарский врач[5].
- 24 марта — Жозеф Совёр (умер в 1716 году), французский математик и акустик[6].